# Bolozon
Bolozon es una comuna francesa situada en el departamento de Ain, de la región de Auvernia-Ródano-Alpes.

## Demografía
| 287 | 354 | 389 | 361 | 364 | 326 | 325 | 313 | 331 | 318 | 307 | 286 | 470 | 429 | 301 | 274 | 249 | 235 | 237 | 213 | 197 | 165 | 170 | 238 | 160 | 178 | 165 | 135 | 112 | 84 | 94 | 93 | 94 | 99 | 90 |
| Para los censos de 1962 a 1999 la población legal corresponde a la población sin duplicidades (Fuente: INSEE [Consultar]) |     |     |     |     |     |     |     |     |     |     |     |     |     |     |     |     |     |     |     |     |     |     |     |     |     |     |     |     |    |    |    |    |    |    |